# Гарнитура
Гарнитура (на френски: garniture) може да се отнася за:
- в кулинарията – прибавка, обикновено от зеленчук, зърнено-житни култури, гъби или хлебни изделия към основното ястие, украса на ястия и десерти;
- в модата – допълнителни елементи за украса на една дреха;
- в бита – пълен комплект от еднородни или с еднакво предназначение неща (мебели, инструменти);
- в техниката – уплътнителна подложка в двигател;
- в полиграфията – съвкупност от шрифтове с различно начертание и кегел, обединени от единен характер на рисунъка.

## Кулинария
Ролята на гарнитурата в кулинарията е да осигури контраст в цвета, текстурата и вкуса и да придаде завършен вид на ястието.

### Добавка към ястия
Гарнитурата е салата или кулинарен продукт, който се сервира заедно с основното ястие, предимно в един съд. В българската кухня най-често срещаните гарнитури са:
- нарязани или цели зеленчуци и/или зелени подправки: домати, краставици, лук, зеле, маруля, магданоз и др.;
- варени, пържени, сотирани или печени зеленчуци, зърнено-житни култури, гъби: варени, пържени и сотирани картофи; варен и печен боб; пържени или печени чушки; сварени грах, ориз, киноа, амарант; пюре от сотирани зеленчуци и др.;
- предварително приготвени туршии, кисело зеле, лютеница и др.;
- варени макаронени изелия: макарони с песто и домати, и др.;
- крутони към супи и салати.

### Украса на сладкарски изделия, ястия или напитки
В сладкарската промишленост гарнитура е всякакъв вид на украсяване и топинг на сладкарски изделия. Най-често срещаните гарнитури са:
- наряани или цели плодове, пресни или консервирани;
- плодови сиропи и сосове;
- какао на прах, парченца шоколад, шоколадов сироп;
- карамел – течен или натрошени парченца;
- бисквити, бонбони;
- кокосови стъргодини и ядки;
- бита сметана.

Гарнитура могат да бъдат и резенчета лимон, клончета мента или босилек, цветчета към някои напитки или ястия.
Гарнитура могат да бъдат и различни пластмасови или хартиени украшения, които не са предназначени за консумация.